# Pfarrkirche Schrattenthal

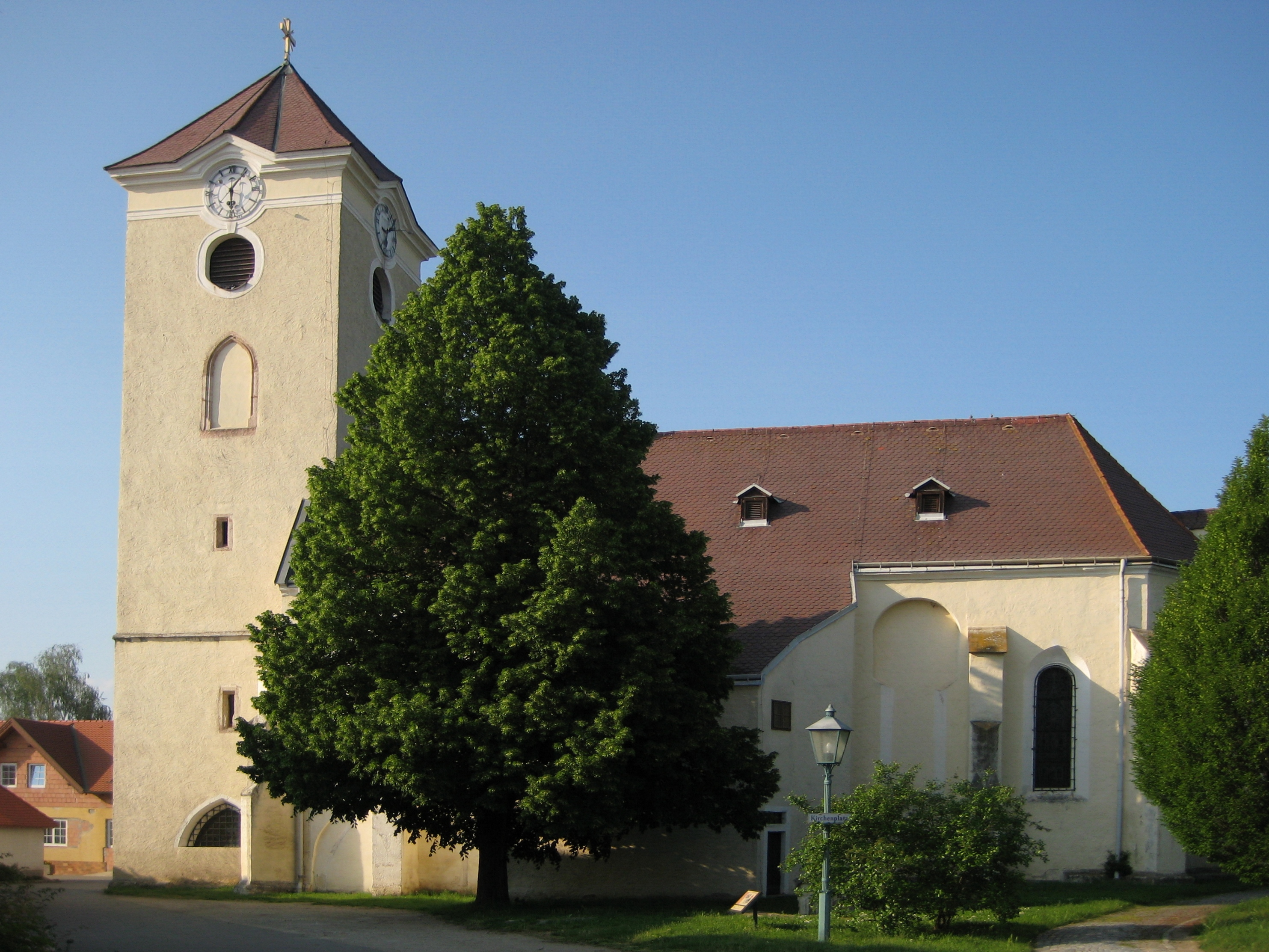
Südansicht der Kirche

Die Pfarrkirche Schrattenthal ist eine spätgotische barockisierte römisch-katholische Saalkirche mit Westturm in Schrattenthal (Niederösterreich). Sie steht in der Nordostecke des Ortsgebietes und ist dem heiligen Augustinus geweiht. Die Kirche gehört zum Dekanat Retz-Pulkautal im Vikariat Unter dem Manhartsberg der Erzdiözese Wien. Bis 1. September 2016 gehörte sie zum Dekanat Retz. Die Kirche steht unter Denkmalschutz.

## Pfarr- und Baugeschichte
Am 4. April 1434 erwarb Ulrich von Eyczing Schrattenthal und ließ 1450 die Pfarrkirche erbauen, die ursprünglich im Süden mit einer seit dem 14. Jahrhundert genannten Marienkapelle „zu unserer lieben Frau“ verbunden und dem Heiligen Bernhardin geweiht war. 1452 fand die Pfarre Schrattenthal ihre erstmalige urkundliche Erwähnung, wurde 1476 zur Augustiner-Chorherren–Propstei, die ab 1479 Inhaber der Pfarrrechte war.
Martin Freiherr von Eyczing führte 1495 in der Propstei die Bruderschaft der Sieben Schmerzen Mariae ein. Aus Holland brachte er ein Temperabild der Sieben Schmerzen nach Schrattenthal, das auf einer mit Gold überzogenen Lindenholzplatte beidseitig das gleiche Bild zeigte. Zwischen Kirche und Kapelle aufgestellt, konnte es von beiden Seiten verehrt werden. In der Marienkapelle stand eine spätgotische Statue der Maria mit dem Kinde, die sogenannte „Schrattenthaler Muttergottes“, die sich heute in der Kirche des Karmelitinnenklosters in Gmunden (OÖ) befindet. Im Jahre 1534 wurde die Propstei und mit ihr die Pfarre aufgelöst.
In den Jahren 1575, 1621 und 1783 wurden große Teile der Stadt durch Brände vernichtet. Der Brand 1783 beschädigte auch die Marienkapelle so stark, dass sie abgetragen wurde. Es gab umfangreiche Erneuerungen der Pfarrkirche, die eine einheitlich spätbarocke Innenausstattung erhielt. Das Andachtsbild der Sieben Schmerzen Mariens wurde in den Hochaltar integriert. 1784 kam es wieder zur Pfarrerhebung und zur neuerlichen Kirchenweihe. Im Jahre 1850 fand der Endgültige Wechsel des Patroziniums von hl. Bernhardin zu hl. Augustinus statt.
Renovierungen fanden in den Jahren 1826, 1854, 1893 und 1910 statt und in den Jahren 1957/58 und 1967/68 erfolgten Restaurierungen. Am 24. November 1986 wurde die Grundmauer und die Gruft der Marienkapelle entdeckt und 1987 im Zug eines Dorferneuerungsprojekts freigelegt. Aus den ergrabenen Architekturteilen wurde im Jahre 2001 im ehemaligen Kapellenraum ein Feldaltar errichtet.
1989 fand eine umfangreiche Außenrenovierung statt. Seit damals entspricht die Kirchenfassade wieder dem Erscheinungsbild der jeweiligen Bauzeit von 1450 bzw. 1784.

## Baubeschreibung

### Außen
Der spätgotische Westturm mit gekehlten Schlitzfenstern stammt aus der Erbauungszeit in der Mitte des 15. Jahrhunderts. Er ist mit Lisenen gegliedert und hat ein Aufsatzgeschoß mit Uhrengiebeln aus den Jahren 1783/84 unter einem Faltdach.
Das Langhaus und der einjochige Chor mit Fünfachtelschluss und dreifach abgetreppten Strebepfeilern mit prismatisch übereck gestellten Mittelstücken stammen gleichfalls aus der Erbauungszeit. Der Chor hat ausgerundete und teilweise vermauerte gotische Fenster mit Maßwerkresten.
Vermutlich an der Stelle eines im 16. Jahrhundert zerstörten Nordturms ist ein zweigeschoßiger Sakristeianbau mit spätbarockem Zubau aus den Jahren 1783/84. An der Südseite ist aus der ehemaligen Verbindung zur Marienkapelle ein spätbarocker Kapellen- und Oratoriumsanbau hervorgegangen.

### Innen

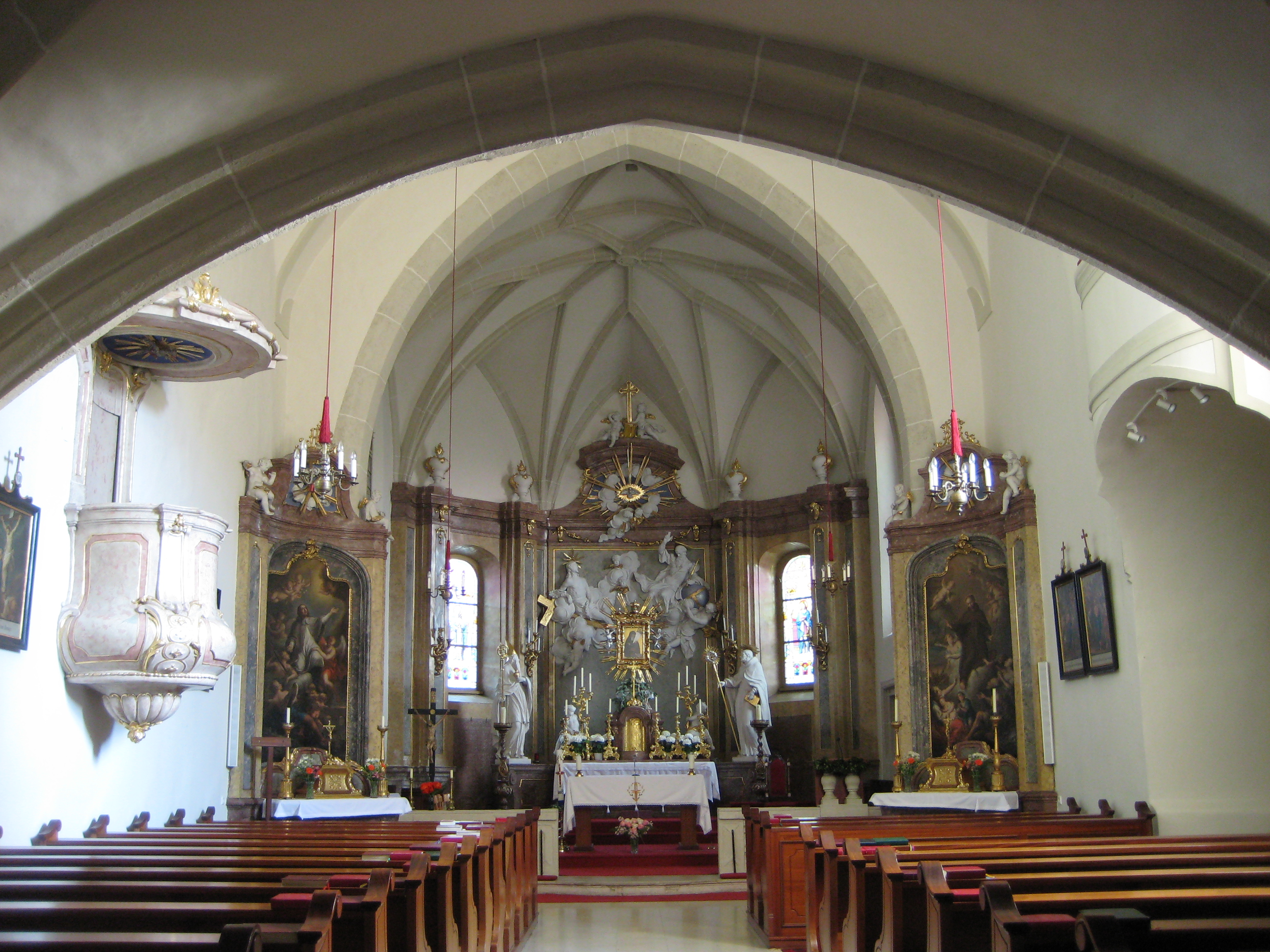
Innenraum der Kirche

Die ursprünglich durch gekehlte Spitzbogenarkaden seitlich geöffnete Turmhalle mit segmentbogigen Sitznischen im Westen wird von einem Kreuzgratgewölbe abgeschlossen.
Das Langhaus hat ein zentralisierendes Mitteljoch zwischen zwei kurzen Jochen mit Platzlgewölben aus den Jahren 1783/84. Aus dieser Zeit stammt auch die Brüstung der im westlichen Joch mit einem gotischen Kreuzrippengewölbe unterwölbten Chorempore. Eine tonnengewölbte Kapelle mit spätbarockem Oratorium ist südseitig angebaut. Den Übergang zum Chor bildet ein spitzbogiger abgefaster Triumphbogen.
Ein spätbarockes Netzrippengewölbe mit Wappenschlusssteinen auf achteckigen gekehlten Wandvorlagen überspannt den Chor. In der rechten Chorwand ist eine Sessionsnische mit Dreipassbögen in verstäbtem Rahmen. Ein zweifach gekehltes Portal erschließt den nördlichen sternrippengewölbten Sakristeianbau.

## Ausstattung
Aus der Zeit nach 1783 stammt die einheitliche spätbarocke Ausstattung. Der Hochaltar ist als dreiteilige architektonische Auskleidung des Chorschlusses mit mittlerem Auszug und unter Einbeziehung der seitlichen Fenster aus Stuckmarmor gestaltet. Die mittlere Stuckgruppe stellt die heilige Dreifaltigkeit dar, die von den Statuen der Heiligen Augustinus und Bernhardin flankiert wird. Auf dem Tabernakel ist das Gnadenbild der Sieben Schmerzen Mariae.
In die Langhausecken sind zwei Seitenaltäre geschmiegt. Die Altarblätter sind vermutlich von Franz Xaver Wagenschön und zeigen auf dem linken Altar den heiligen Johannes Nepomuk und auf dem rechten Altar den heiligen Franziskus.
Auf dem Schalldeckel der Kanzel ist eine Figur des Salvator mundi.
Zur Ausstattung zählen eine Schnitzgruppe „Gnadenstuhl“ aus der zweiten Hälfte des 18. Jahrhunderts, die Kreuzwegbilder vom Ende des 18. Jahrhunderts, ein polygonales Taufbecken aus Adneter Marmor aus dem 15. Jahrhundert, ein Epitaph mit Ehepaar und Kruzifix aus der Mitte des 17. Jahrhunderts, ein Grabstein aus Adneter Marmor mit Ritterfigur aus der ersten Hälfte des 16. Jahrhunderts und Wappengrabsteine der Eyczinger aus den Jahren 1480, 1504 und 1563. Diese Grabsteine waren über der Gruft vor dem Hochaltar, in der bis zum Ende des 19. Jahrhunderts einige bedeutende Mitglieder des Eyczingergeschlechts begraben lagen, im Boden eingelassen und wurden 1879 an den Wänden der Kirche angebracht.

### Orgel und Geläute
- Die Orgel mit neugotischem Prospekt wurde 1796 von Josef Silberbauer gebaut.
- Eine Glocke wurde 1748 vom Glockengießer Ferdinand Angerer in Wien gefertigt.